# Vorwärts Gronau
Vorwärts Gronau (offiziell: Sportverein Vorwärts Gronau 09 e. V.) ist ein Sportverein aus Gronau im Kreis Borken. Die erste Handballmannschaft der Frauen nahm 1937 an der deutschen Meisterschaft teil.

## Geschichte
Der Verein wurde am 3. August 1909 als Fußballclub Vorwärts Gronau mit den Vereinsfarben schwarz-gelb gegründet. Am 8. September 1922 erfolgte die Umbenennung in Sportverein Vorwärts Gronau. Zwischen dem 18. August 1933 und dem 11. September 1946 hieß der Verein für einige Jahre Spielverein Vorwärts Gronau. Der Umbenennung war der Anschluss des im Jahre 1924 gegründeten FC Viktoria Gronau zuvorgegangen. Die ehemalige Fußballabteilung fusionierte im Jahre 2011 mit Arminia Gronau zu Fortuna Gronau. Darüber hinaus verfügte der Verein einst auch über eine Judo- und eine Volleyballabteilung.

### Handball
Die Handballabteilung wurde am 1. Oktober 1925 auf der Jahreshauptversammlung gegründet. Drei Jahre später stellte der Verein erstmals eine Frauenmannschaft, die binnen weniger Jahre zu den spielstärksten Mannschaften im westfälischen Feldhandball avancierte. 1935 erreichte die Mannschaft erstmals das Endspiel um die Westfalenmeisterschaft, dass mit 2:3 gegen die Sportfreunde 95 Dortmund verloren wurde. Ein Jahr später verlor die Mannschaft erneut gegen Dortmund das Westfalenpokalendspiel mit 4:7. Erst 1937 sicherten sich die Gronauerinnen den Westfalenmeistertitel, verloren aber in der Endrunde um die deutsche Meisterschaft bereits das Achtelfinale gegen den Eimsbütteler TV mit 0:9.
Nach dem Ende des Zweiten Weltkrieges dauerte es bis in die 1970er Jahre, ehe Vorwärts wieder sportlich erfolgreich war. 1972 gelang der Aufstieg in die Kleinfeld-Oberliga Westfalen. Von 1973 bis 1975 spielte die Mannschaft in der Halle ebenfalls in der Oberliga Westfalen. In der Saison 2014/15 spielt die Frauenmannschaft von Vorwärts Gronau in der Kreisliga, während die Männermannschaft in der Bezirksliga antritt.

### Fußball
Vorwärts Gronau wurde als zunächst reiner Fußballverein gegründet. In den 1920er Jahren pendelte die Mannschaft zwischen der zweit- und dritthöchsten Spielklasse. 1933 wurden die Gronauer Meister der zweitklassigen 1. Bezirksklasse Nordwestfalen. Durch die gleichzeitige Einführung der Gauliga Westfalen reichte dies nur für die Qualifikation für die zweitklassige Bezirksklasse. Während des Zweiten Weltkrieges bildeten die Fußballer von Vorwärts gemeinsam mit denen des FC Epe und Concordia Gronau eine Kriegsspielgemeinschaft.
Nach Kriegsende wurde Vorwärts Gronau der Bezirksklasse Münster zugeteilt und wechselte 1946 in die Bezirksklasse Emsland. Dort erreichte die Mannschaft 1952 den dritten Platz. In den folgenden Jahren kamen die Gronauer nicht über Mittelmaß bzw. Abstiegskampf hinaus und mussten 1958 den Gang in die Kreisklasse antreten. Vier Jahre später gelang der Wiederaufstieg. In den folgenden Jahren pendelte Vorwärts Gronau zwischen Bezirksklasse und 1. Kreisklasse. Erst in den 1980er Jahren ging es wieder nach oben. 1984 gelang mit Trainer Rudolf Perrevort erstmals der Aufstieg in die Landesliga, dem der direkte Wiederabstieg folgte.
1986 gelang unter Spielertrainer Koos de Wals erneut der Aufstieg in die Landesliga. Dieses Mal hielt sich Vorwärts für zwei Jahre, ehe es wieder runter in die Bezirksliga ging. 1996 stiegen die Gronauer in die Kreisliga A ab und pendelten daraufhin zwischen den Kreisligen A und B. Im Jahre 2006 gelang der Aufstieg in die Kreisliga A, dem fünf Jahre später der Abstieg folgte. Dort traten die Vorwärts-Fußballer allerdings nicht mehr an, da die Fußballabteilung mit Arminia Gronau zu Fortuna Gronau fusionierte.

### Badminton
Christina Tampier wurde im Jahre 1975 Deutsche Schülermeisterin. Im Jahre 2001 wurde Annette Welz gemeinsam mit Dorothea Stock Deutsche Seniorenmeisterin im Doppel.

### Wassersport
Die Wassersportabteilung WSVG09 wurde am 31. Januar 1976 gegründet. Als Vereinsrevier dient der Drilandsee in Gronau. Der Verein hat mit einer Segeljolle (Gronau 1) angefangen und wächst seitdem stetig weiter. Seit 1984 werden auf dem Drilandsee regelmäßig Regatten gefahren, sowohl Vereinsinterne als auch mit befreundeten Segelclubs aus der Umgebung. Auch Ruderer gehörten von Anfang an dazu.
Kinder ab 8 Jahren werden im Verein an den Wassersport herangeführt, und durch verschiedene Bootsklassen auch weiter gefördert. Neben der Jugendförderung werden auch Ausbildungen für amtliche Sportbootführerscheine angeboten. Die durchgängigen Förderungen und Weiterbildungen spiegeln sich auch in der Erfolgsgeschichte des Vereins wider.

## Persönlichkeiten
- Lambert Rondhuis